# Viviana Márton
Viviana Márton (* 16. Februar 2006 auf Teneriffa, Spanien) ist eine ungarische Taekwondoin. Sie startet in der Gewichtsklasse bis 67 Kilogramm.

## Erfolge
Viviana Márton war bereits bei den Juniorinnen sehr erfolgreich. 2021 und 2023 wurde sie Juniorinnen-Europameisterin sowie 2023 außerdem auch Europameisterin in der U21-Kategorie. Ab 2023 war sie zudem im Erwachsenenbereich aktiv und vertrat Ungarn bei den Europaspielen in Baku, wo sie in der ersten Runde ausschied. Bis 2024 gewann sie drei Turniere bei den Erwachsenen, darunter das Qualifikationsturnier für die Olympischen Spiele 2024 in Paris. Bei den Spielen selbst erreichte sie nach 2:1-Erfolgen gegen Ruth Gbagbi aus Elfenbeinküste und der US-Amerikanerin Kristina Teachout sowie einem 2:0-Sieg gegen die Belgierin Sarah Chaâri das Finale gegen Aleksandra Perišić aus Serbien. Sie bezwang Perišić mit 2:0 und erhielt als Olympiasiegerin die Goldmedaille.
Für ihren Olympiasieg erhielt sie im September 2024 das Offizierskreuz des Ungarischen Verdienstordens. Ihre Zwillingsschwester Luana Márton ist ebenfalls Taekwondoin und in der Gewichtsklasse bis 57 Kilogramm aktiv.